# NSF Thurmont
 NSF Thurmont  es el primer capítulo de la sexta temporada de la serie dramática El Ala Oeste.

## Argumento
El mundo contempla las repercusiones de los asesinatos de los oficiales americanos en la franja de Gaza. El presidente observa que el 82% de los americanos, casi todo el congreso, el vicepresidente Bob Russel, el secretario de defensa Miles Hutchinson y todos sus asesores excepto C.J. y Kate Harper quieren que lance acciones militares como represalia. Además, tras una recomendación de esta última, intenta que arranquen los diálogos de paz entre israelíes y palestinos en la base naval americana de Thurmont, comúnmente conocida como Camp David. 
Conseguirá que Israelíes y palestinos se sienten en la misma mesa, tras la detención del terrorista palestino que ideó el ataque y su posterior entrega al FBI. Finalmente atacará uno de los tres objetivos propuestos, en concreto en Siria, tras dejar a Leo al frente de la seguridad. El distanciamiento entre este y su jefe va poco a poco creciendo, y eso puede suponer un grave problema en la administración. El Presidente Bartlet tiene una mentalidad pacifista, mientras que su jefe de gabinete ha sido piloto de las fuerzas aéreas y partidario del uso de la fuerza.
Por su parte, Donna sale de la operación tras algunas complicaciones. Es posible que sufra daños cerebrales. Previamente, Josh y el periodista Colin Ayres hablan sobre el conflicto en Oriente Medio. El político norteamericano apoyando a Israel y el fotógrafo norirlandés, haciendo ver la opresión del pueblo palestino. 

## Curiosidades
- El episodio costó 2.2 millones de Dólares. El Ala Oeste es una las ficciones dramáticas más caras de la televisión de los Estados Unidos.[1]

## Premios
- John Wells, productor Ejecutivo. Ganador del Humanitas Prize.[1]

## Enlaces
- Enlace al Imdb (enlace roto disponible en Internet Archive; véase el historial, la primera versión y la última).
- Guía del Episodio (en inglés)